# Spomen – kosturnica u Lovreću
Spomen-kosturnica u Lovreću nalazi se sa sjeverne strane kružnog toka  na prometnici Državne ceste D60 (Brnaze-GP Vinjani Gornji). Sadržava grobni spomenik s posmrtnim ostacima poginulih boraca NOB-a i nadgrobnu spomen-ploču na kojoj su uklesana imena poginulih boraca. Spomen-kosturnici se pristupa putem kamenih stepenica, a sami prostor kosturnice je omeđen dijelom kamenom, a dijelom željeznom ogradom. Na zidanom kvadratnom postamentu nalazi se spomen-ploča od crnog mramora položena na dva mramorna kvadra sa mramornim križem sa strane. Kao memorijalni spomenik stradalim palim borcima u Drugom svjetskom ratu, Spomen-kosturnica predstavlja vrijedno spomen-obilježje ovog dijela Dalmatinske zagore.

## Zaštita
Pod oznakom Z-7103 zavedena je kao nepokretno pojedinačno kulturno dobro - pojedinačno, pravna statusa zaštićena kulturnog dobra, klasificirano kao "memorijalne građevine".